# Snowmass Village
Snowmass Village es un pueblo ubicado en el condado de Pitkin en el estado estadounidense de Colorado. En el Censo de 2010 tenía una población de 2.826 habitantes y una densidad poblacional de 42,26 personas por km².

## Geografía
Snowmass Village se encuentra ubicado en las coordenadas 39°13′00″N 106°56′39″O / 39.21667, -106.94417. Según la Oficina del Censo de los Estados Unidos, Snowmass Village tiene una superficie total de 66.88 km², de la cual 66.66 km² corresponden a tierra firme y (0.32%) 0.21 km² es agua.

## Demografía
Según el censo de 2010, había 2.826 personas residiendo en Snowmass Village. La densidad de población era de 42,26 hab./km². De los 2.826 habitantes, Snowmass Village estaba compuesto por el 96.32% blancos, el 0.32% eran afroamericanos, el 0.11% eran amerindios, el 0.71% eran asiáticos, el 0.04% eran isleños del Pacífico, el 1.49% eran de otras razas y el 1.03% pertenecían a dos o más razas. Del total de la población el 6.02% eran hispanos o latinos de cualquier raza.